# Reprezentacja Nowej Zelandii na Mistrzostwach Świata w Wioślarstwie 2009
Reprezentacja Nowej Zelandii na Mistrzostwach Świata w Wioślarstwie 2009 liczyła 25 sportowców. Najlepszymi wynikami były 1. miejsca w jedynce mężczyzn, jedynce wagi lekkiej mężczyzn, dwójce bez sternika mężczyzn i dwójce podwójnej mężczyzn.

## Medale

### Złote medale
dwójka podwójna wagi lekkiej (LM2x): Storm Uru, Peter Taylor
dwójka bez sternika (M2-): Eric Murray, Hamish Bond
jedynka wagi lekkiej (LM1x): Duncan Grant
jedynka (M1x): Mahe Drysdale

### Srebrne medale
Brak

### Brązowe medale
dwójka bez sternika (W2-): Emma-Jane Feathery, Rebecca Scown – 3. miejsce

## Wyniki

### Konkurencje mężczyzn
- jedynka (M1x): Mahe Drysdale – 1. miejsce
- jedynka wagi lekkiej (LM1x): Duncan Grant – 1. miejsce
- dwójka bez sternika (M2-): Eric Murray, Hamish Bond – 1. miejsce
- dwójka podwójna (M2x): Matthew Trott, Nathan Cohen – 4. miejsce
- dwójka podwójna wagi lekkiej (LM2x): Storm Uru, Peter Taylor – 1. miejsce
- czwórka bez sternika (M4-): Jade Uru, Simon Watson, Hamish Burson, Tyson Williams – 9. miejsce
- czwórka bez sternika wagi lekkiej (LM4-): Richard Beaumont, Todd Petherick, James Lassche, Graham Oberlin-Brown – 16. miejsce

### Konkurencje kobiet
- jedynka (W1x): Emma Twigg – 4. miejsce
- dwójka bez sternika (W2-): Emma-Jane Feathery, Rebecca Scown – 3. miejsce
- dwójka podwójna (W2x): Anna Reymer, Paula Twining – 7. miejsce
- czwórka podwójna (W4x): Harriet Austin, Louise Trappitt, Sarah Barnes, Genevieve Armstrong – 7. miejsce